# Arthonia obscurior
Arthonia obscurior är en lavart som beskrevs av Dagmar Triebel. 
Arthonia obscurior ingår i släktet Arthonia, och familjen Arthoniaceae. Arten är reproducerande i Sverige.